# Hassi Bahbah
Hassi Bahbah (în arabă حاسي بحبح) este o comună din provincia Djelfa, Algeria.
Populația comunei este de 86.421 locuitori (2008).